# Aritmética

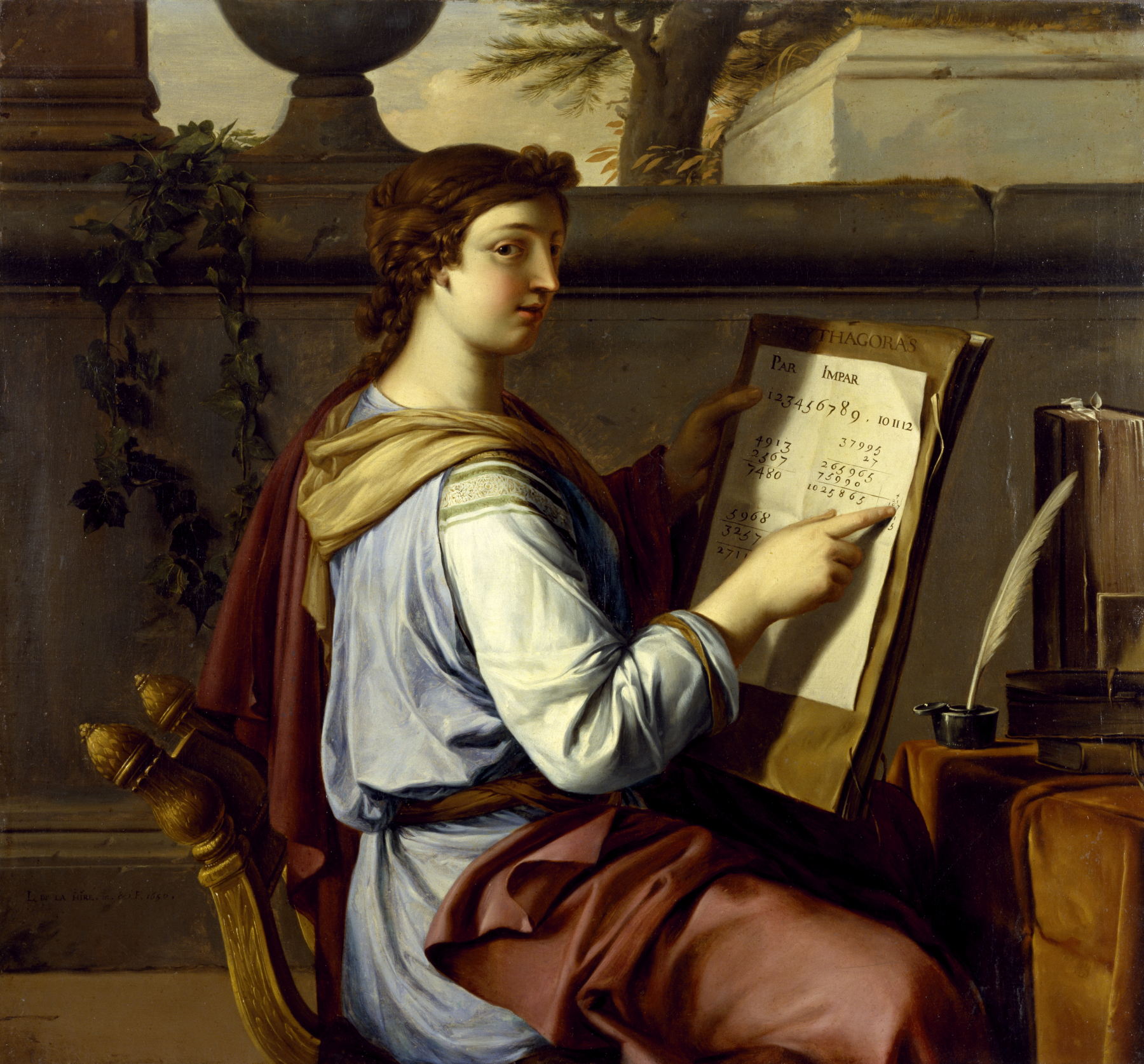
Alegoría de la Aritmética.
Pintura de Laurent de La Hyre.

La aritmética (del lat. arithmetĭcus, derivado del gr. ἀριθμητικός, a partir de ἀριθμός, «número») es la rama de la matemática cuyo objeto de estudio son los números y las operaciones elementales hechas con ellos: adición, sustracción, multiplicación y división.
Al igual que en otras áreas de la Matemática, como el Álgebra o la Geometría, el sentido de la «Aritmética» ha ido evolucionando con el amplio y diversificado desarrollo de las ciencias. Originalmente, la Aritmética se desarrolló de manera formal en la Antigua Grecia, con el refinamiento del rigor matemático y las demostraciones, y su extensión a las distintas disciplinas de las «Ciencias Naturales». En la actualidad, puede referirse a la Aritmética Elemental, enfocada a la enseñanza de la Matemática Básica; también al conjunto que reúne el Cálculo Aritmético y las Operaciones Matemáticas, específicamente, las cuatro Operaciones Básicas aplicadas, ya sea a números (números naturales, números enteros, números fraccionarios y números decimales, etc.) como a entidades matemáticas más abstractas (matrices, operadores, etc.); también a la así llamada alta aritmética, conocida como Teoría de Números.

## Operaciones aritméticas

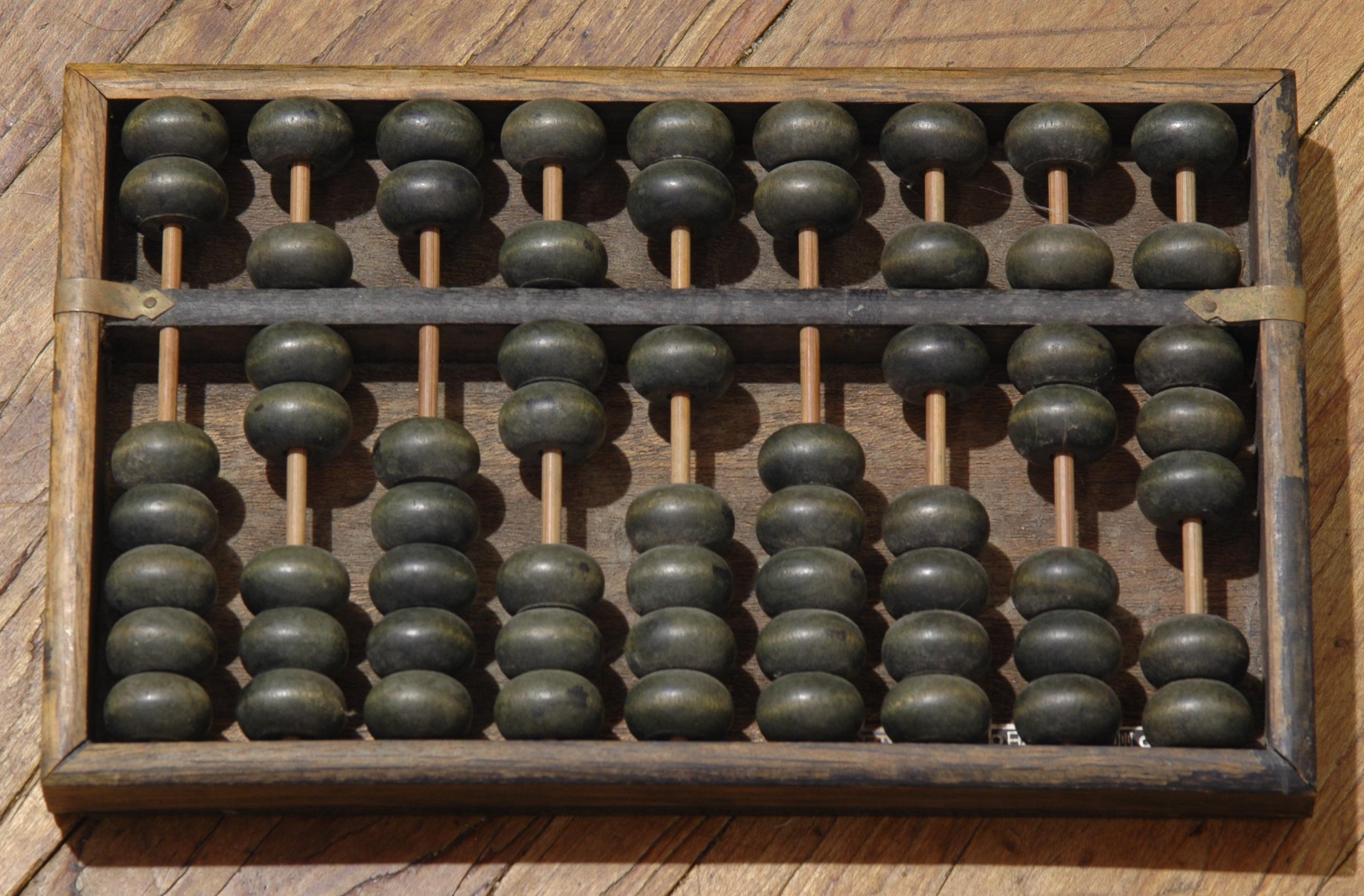
Suanpan:ábaco chino.

Las cuatro operaciones básicas (o elementales) de la aritmética son:
- Adición
- Sustracción
- Multiplicación
- División

En el sentido de la definición propuesta, el sustantivo «aritmética», en los primeros grados de enseñanza escolar, suele designarse simplemente como «matemática». La distinción comienza a precisarse con la introducción del álgebra y la consiguiente implementación de "letras" para representar "variables" e "incógnitas", así como las definiciones de las propiedades algebraicas tales como conmutatividad, asociatividad o distributividad, que son propias del Álgebra Elemental.
De manera más general, el cómputo numérico incluye, además de las operaciones básicas: el cálculo de congruencias, la factorización, el cálculo de potencias y la extracción de raíces. En este sentido, el término aritmética se aplica para designar operaciones realizadas sobre entidades que no son números enteros solamente, sino que pueden ser decimales, racionales, reales, etc., o incluso objetos matemáticos con características completamente diferentes. El término «aritmética» es utilizado también como adjetivo, como por ejemplo en una progresión aritmética.
La aritmética sirvió de base para los sistemas de potencias. Se llama potencia a una expresión de la forma a^n, donde “a” es la base y “n” es el exponente. Su definición varía según el conjunto numérico al que pertenezca el exponente. Es una manera muy útil de expresar número en grandes cantidades de una manera más práctica y simplificada.
También de la Aritmética surgieron más símbolos y expresiones a fin de simplificar números, las más conocidas son las raíces cúbicas y cuadradas, las cuales les dan a un número una versión simplificada del mismo, son ideales para expresar números complicados de leer, al resolver problemas matemáticos.
Además de las operaciones básicas, la aritmética ha dado lugar a conceptos que usamos todos los días, como las fracciones y los porcentajes. Las fracciones nos permiten dividir algo en partes más pequeñas cuando no obtenemos un número exacto, y los porcentajes nos ayudan a entender proporciones o cambios, algo que es muy útil en la vida diaria, en las finanzas o la ciencia.
Con el tiempo, la aritmética ha sido clave para que podamos hacer cálculos más complicados de manera sencilla. Gracias a herramientas como las potencias, las raíces y las fracciones, podemos resolver problemas en áreas como la ingeniería, la informática o la medicina, donde es necesario simplificar números grandes o complejos. En resumen, la aritmética no es solo sumar o restar, es una base fundamental para entender y manejar números en muchas situaciones de la vida.

## Instrumentos de cálculo
Los utensilios para facilitar las cuentas numéricas y el conteo han sido utilizados a través de miles de años, por ejemplo contar con los dedos, estableciendo una correspondencia uno a uno con los dedos de la mano. El primer objeto para contar fue probablemente un «palo de conteo». Registros posteriores, a lo largo del Creciente Fértil incluyen cálculos (esferas de barro, conos, etc.) que representan cuentas de objetos, posiblemente granos. La numeración con varillas es otro ejemplo.

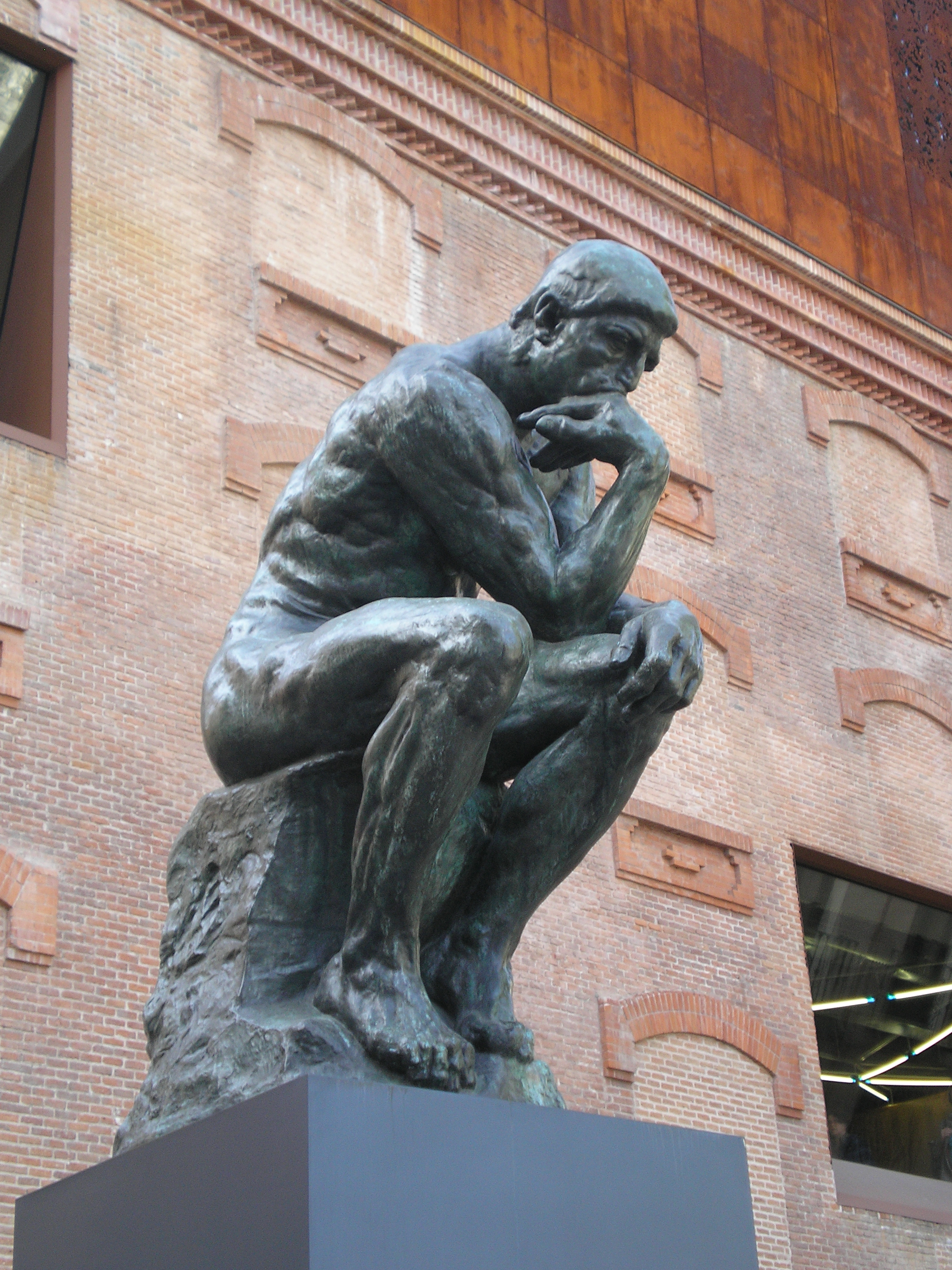
Cálculo mental
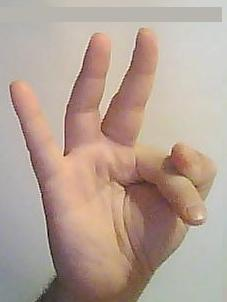
Contar con los dedos
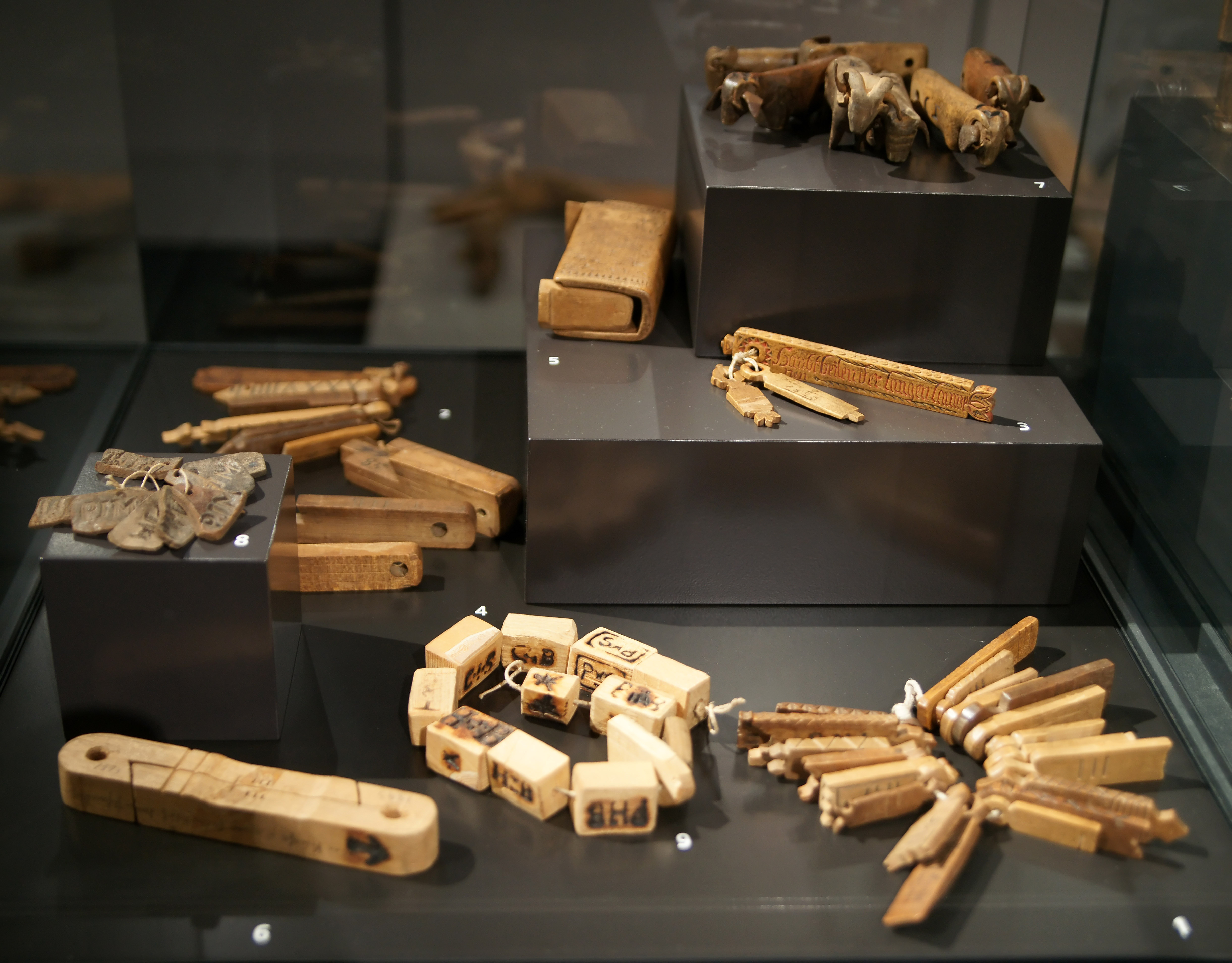
Palos de conteo

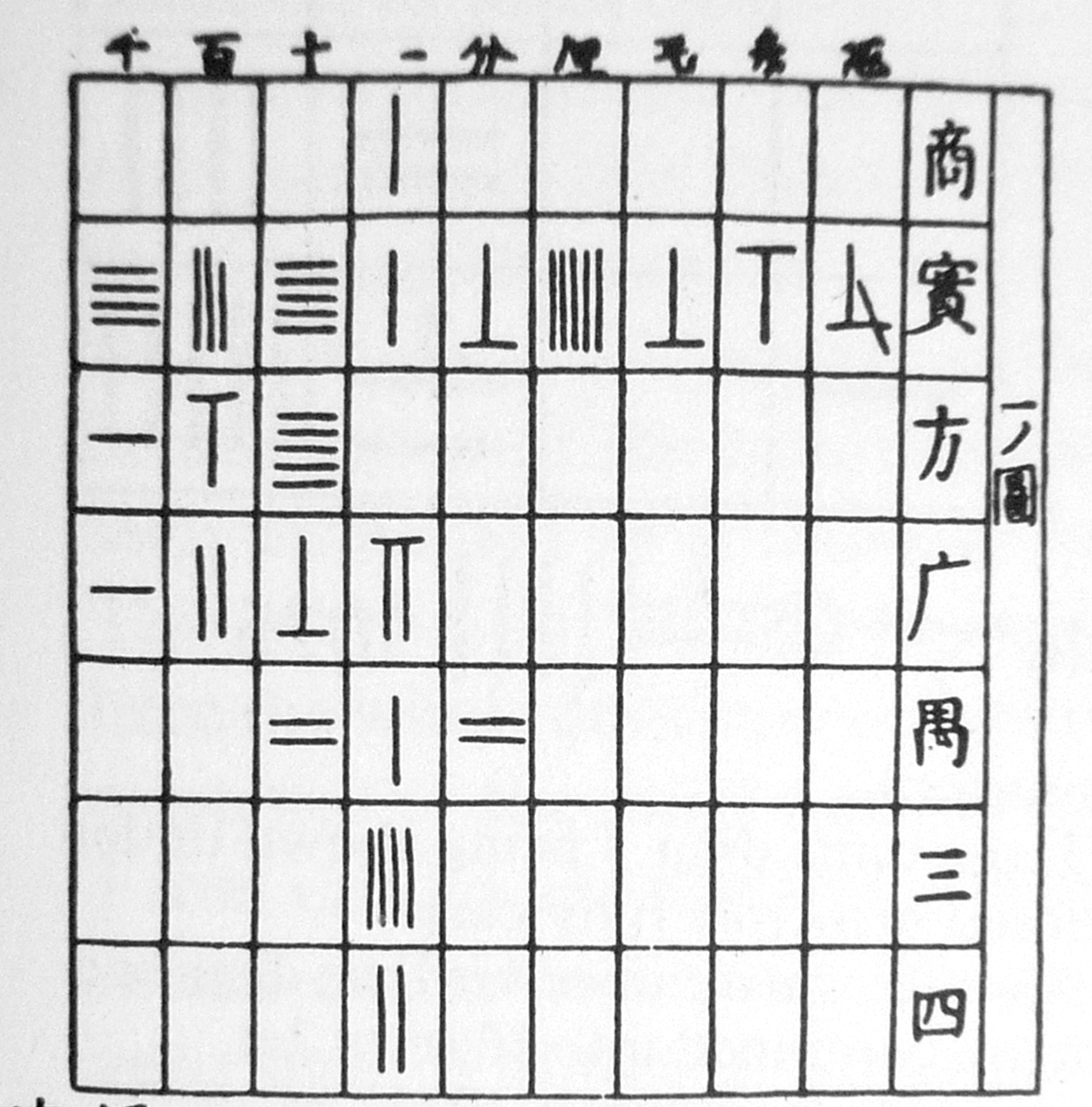
Numeración china con varillas
Numeración maya

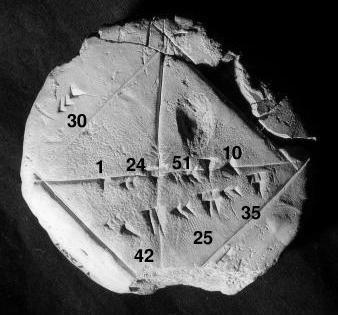
Tablilla babilónica
Ábaco inca
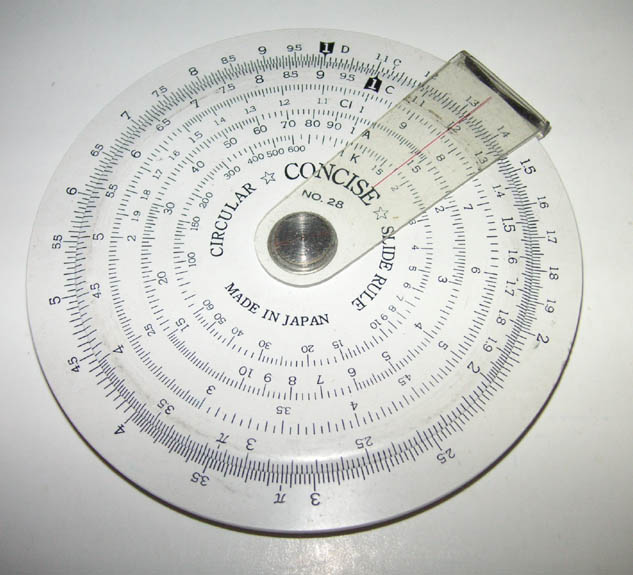
Regla de cálculo

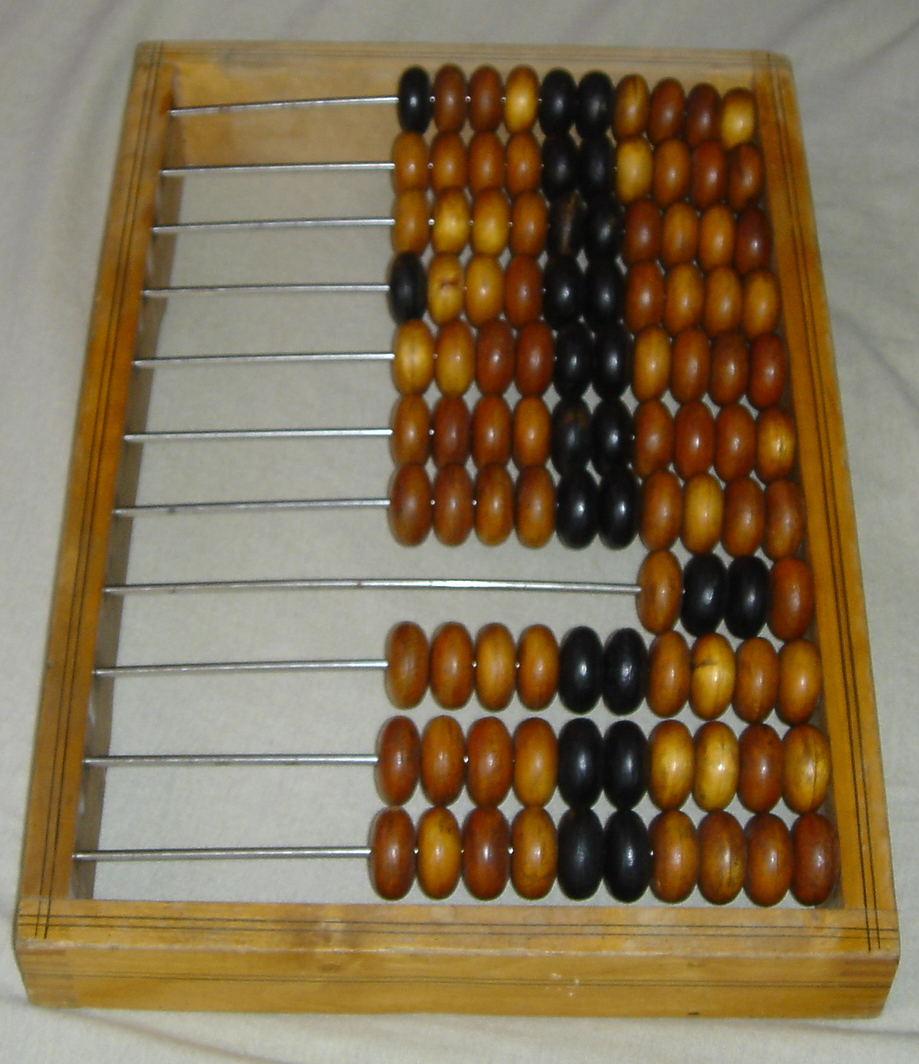
Ábaco
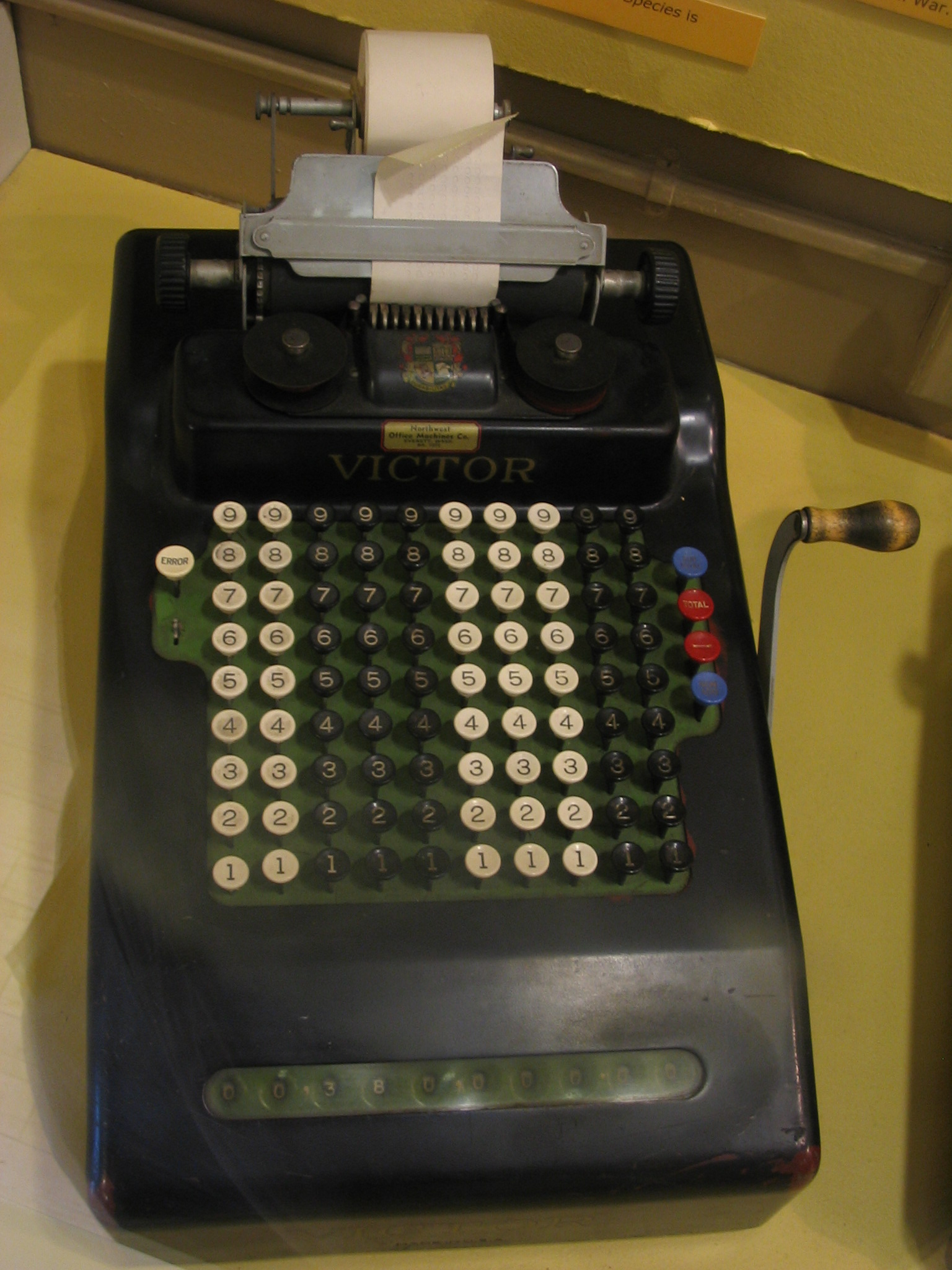
Máquina de sumar
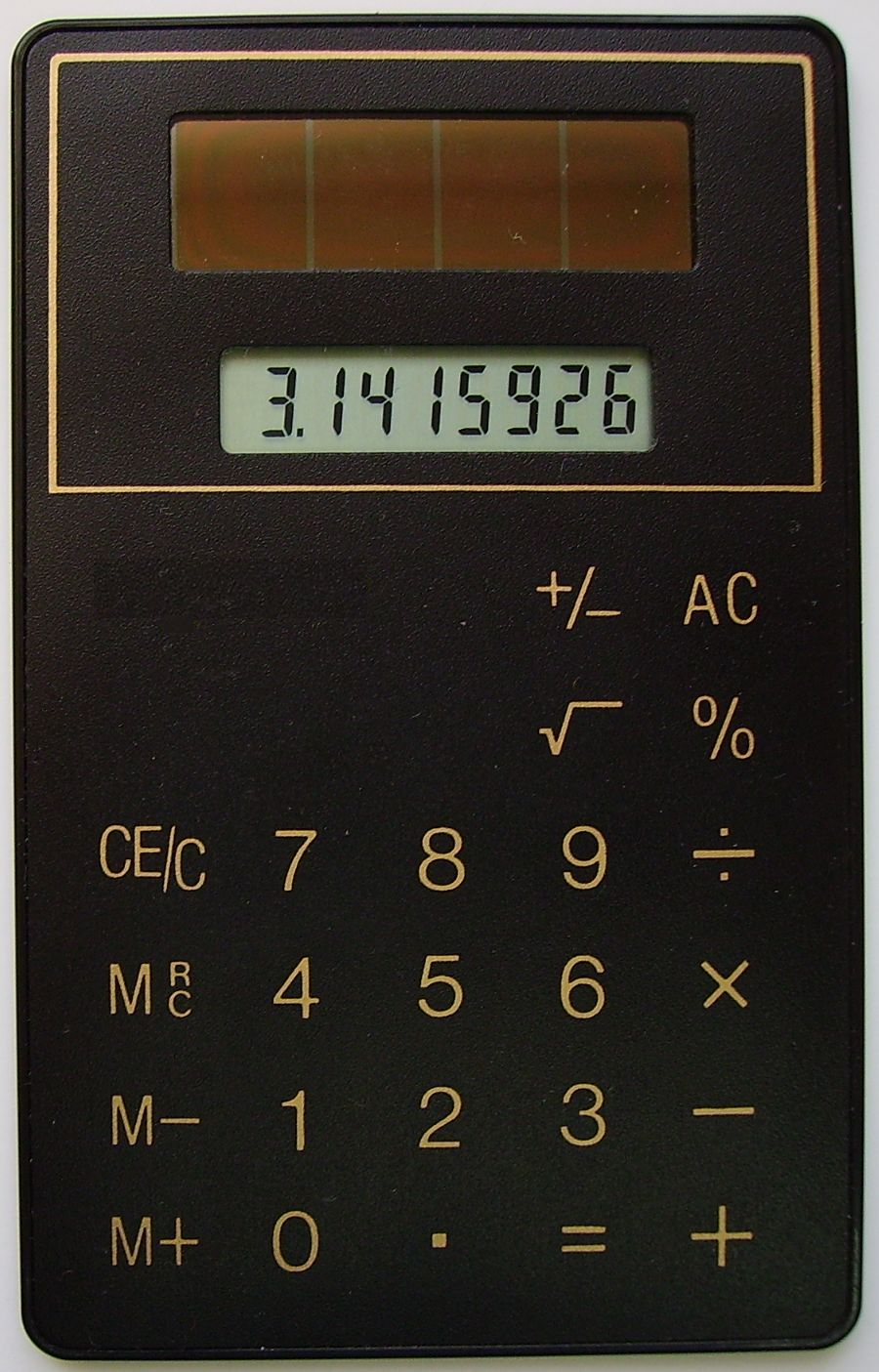
Calculadora de bolsillo

## Historia

### Origen
Los orígenes de la aritmética se pueden rastrear hasta los comienzos de la matemática misma, y de la ciencia en general. Los registros más antiguos datan de la Edad de Piedra: huesos, palos, piedras talladas y escarbadas con muescas, presumiblemente con fines de conteo, de representación numérica y calendarios.

### Edad Antigua

Fracciones egipcias.

Hay evidencias de que los babilonios tenían sólidos conocimientos de casi todos los aspectos de la aritmética elemental hacia 1800 a. C., gracias a transcripciones de caracteres cuneiformes sobre tablillas de barro cocido, referidas a problemas de geometría y astronomía. Solo se puede especular sobre los métodos utilizados para generar los resultados aritméticos, tal y como se muestra, por ejemplo, en la tablilla de arcilla Plimpton 322, que parece ser una lista de ternas pitagóricas, pero sin mostrar cómo se generó la lista.
Los antiguos textos Shulba-sutras (datados ca. 800 a. C. y 200 a. C.) recopilan los conocimientos matemáticos de la India durante el período védico; constan de datos geométricos relacionados con la construcción de altares de fuego, e incluyen el problema de la cuadratura del círculo.
Otras civilizaciones mesopotámicas, como sirios y fenicios, alcanzaron grados de desarrollo matemático similar y lo utilizaron tanto para el comercio como para la resolución de ecuaciones algebraicas.
El sistema de numeración egipcio, basado en fracciones unitarias, permitía efectuar cuentas aritméticas avanzadas, como se muestra en papiros conservados como el Papiro de Moscú o el Papiro de Ahmes (que data de ca. 1650 a. C., aunque es una copia de un antiguo texto de ca. 1850 a. C.) que muestra sumas, restas, multiplicaciones y divisiones, utilizando un sistema de fracciones, así como los problemas de determinar el volumen de una esfera o el volumen de una pírámide truncada. El papiro de Ahmes es el primer texto egipcio que menciona los 365 días del calendario egipcio, además de ser el primer calendario solar conocido.

### Aritmética formal en la Antigua Grecia
La aritmética en la Grecia Antigua era considerada como el estudio de las propiedades de los números, y no incluía cálculos prácticos; los métodos operatorios eran considerados una ciencia aparte. Esta particularidad fue heredada a los europeos durante la Edad Media, y no fue hasta el Renacimiento que la teoría de números y los métodos de cálculo comenzaron a considerarse «aritméticos».
La matemática griega hace una aguda diferencia entre el concepto de número y el de magnitud o conmensurabilidad. Para los antiguos griegos, número significaba lo que hoy se conoce por número natural, además de diferenciar entre «número» y «magnitud geométrica». Los libros 7–9 de Los elementos de Euclides tratan de la aritmética exclusivamente en este sentido.
Nicómaco de Gerasa (ca. 60 - 120 d. C.), en su Introducción a la Aritmética, resume la filosofía de Pitágoras y de Platón enfocada a los números y sus relaciones fundamentales. Nicómaco hace por primera vez la diferencia explícita entre Música, Astronomía, Geometría y Aritmética, y le da a esta última un sentido más «moderno», es decir, referido a los números enteros y sus propiedades fundamentales. El quadrivium (lat. "cuatro caminos") agrupaba estas cuatro disciplinas científicas relacionadas con la matemática proveniente de la escuela pitagórica.
Diofanto de Alejandría (siglo III d. C.), es el autor de Arithmetica, una serie de libros sobre ecuaciones algebraicas, donde por primera vez se reconoce a las fracciones como números y se utilizan símbolos y variables como parte de la notación matemática; redescubierto por Pierre de Fermat en el siglo XVII. Las hoy llamadas ecuaciones diofánticas condujeron a un gran avance en la teoría de números.

### Edad Media y Renacimiento europeo
El mayor progreso matemático de los griegos se dio entre los años 300 a. C. y el 200 d. C. Después de esto, los avances continuaron en regiones islámicas. La matemática floreció en particular en Irán, Siria e India. Si bien los descubrimientos no fueron tan sustanciales como los llevados a cabo por la ciencia griega, sí contribuyeron en gran medida a preservar sus obras originales. A partir del siglo XI, Adelardo de Bath y más adelante Fibonacci, introducen nuevamente en Europa esta matemática islámica y sus traducciones del griego.
De las siete artes liberales en que se organizaban los estudios formales en la Antigüedad y la Edad Media, la aritmética era parte de las enseñanzas escolásticas y universitarias. En 1202, Fibonacci, en su tratado Liber Abaci, introduce el sistema de numeración decimal con números arábigos. Las operaciones aritméticas, aún las más básicas, realizadas hasta entonces con numerales romanos resultaban muy complicadas; la importancia práctica en contabilidad hizo que las nuevas técnicas aritméticas se popularizaran enseguida en Europa. Fibonacci llegó a escribir que «comparado con este nuevo método, todos los demás habían sido erróneos».

### Civilizaciones precolombinas

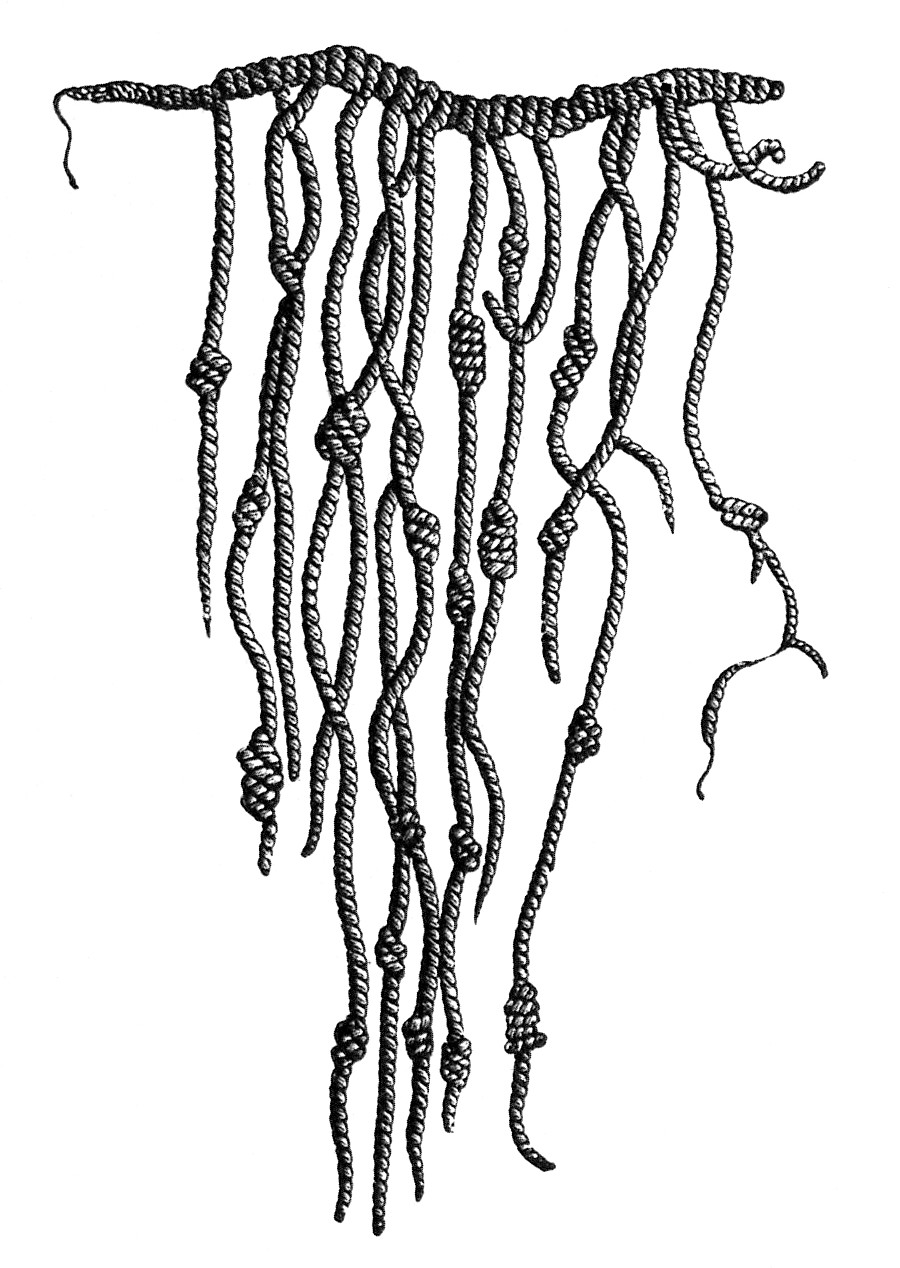
Quipu.

Al igual que otras civilizaciones mesoamericanas, los mayas utilizaban un sistema de numeración de base vigesimal (base aritmética 20) para medir el tiempo y participar del comercio a larga distancia. Los mayas preclásicos desarrollaron independientemente el concepto del cero alrededor del año 36 a. C. Aunque poseían sistema de numeración, la ciencia maya y azteca estaba más enfocada en predecir el paso del tiempo, elaborar calendarios y pronosticar eventos astronómicos. Las culturas andinas, que no poseían sistema de escritura, sí parecen haber desarrollado más el cálculo aritmético. Algunas inscripciones fijan con gran precisión el año solar real en 365 días. Fueron las primeras civilizaciones en usar el cero, aunque con algunas peculiaridades que le privaron de posibilidad operatoria.
Los incas se destacaron principalmente por su capacidad de cálculo para fines económicos y comerciales. Los quipus y yupanas fueron señal de la importancia que tuvo la administración incaica. Esto dotó a los incas de una aritmética sencilla pero efectiva para fines contables; basada en un sistema decimal, conocieron el cero y dominaron la suma, la resta, la multiplicación y la división.

### Aritmética en China

Varillas de conteo.

La matemática china temprana es tan diferente a la de otras partes del mundo, que es razonable suponer que se desarrolló independientemente. El texto de matemáticas más antiguo que se conserva es el Chou Pei Suan Ching (literalmente: La Aritmética Clásica del Gnomon y los Senderos Circulares del Cielo), datado del 300 a. C.
De particular notoriedad es el uso de un sistema decimal posicional, la así llamada numeración con varillas, utilizada muchos siglos antes del sistema indoarábigo de numeración. El sistema de numeración con varillas permitía representar cantidades arbitrariamente grandes, y facilitaba el cálculo matemático con suanpan (o ábaco chino). La fecha de invención del "suan pan" es incierta, pero los registros escritos más antiguos que lo mencionan datan del año 190 a. C., en las «Notas Suplementarias en el arte de las Figuras», de Xu Yue.
Los nueve capítulos sobre el arte matemático, contiene problemas de agricultura, comercio, geometría e ingeniería, así como trabajos con triángulos rectángulos y aproximaciones al número π. El matemático chino Zu Chongzhi calculó el valor de π hasta siete decimales.

### Aritmética en la India: el cero y la notación posicional
La matemática hindú alcanzó su madurez durante los siglos I al VIII, con el invento trascendental de la notación posicional, empleando la cifra cero como valor nulo. Utilizaron, como en Occidente, un sistema de numeración de base 10 (con diez dígitos). Egipcios, griegos y romanos, aunque utilizaban un sistema decimal, este no era posicional, ni poseía el cero, el cual fue transmitido a occidente mucho más tarde por los árabes, que le llamaban hesab, a través de la España e Italia medievales.
El sistema de numeración decimal aparece ya en el Süryasiddhanta, pequeño tratado que data probablemente del siglo VI. Los trabajos matemáticos de los hindúes se incorporaron en general a las obras astronómicas. Este es el caso de Aryabhata, nacido hacia 476, y de Brahmagupta, nacido hacia 598. Hacia 1150, Bhaskara escribió un tratado de aritmética en el que exponía el procedimiento del cálculo de raíces cuadradas. Se trata de una teoría de las ecuaciones de primer y segundo grado, no en forma geométrica, como lo hacían los griegos, sino en una forma que se puede llamar algebraica.
En el siglo VII, el obispo sirio Severo Sebhokt menciona este método con admiración, indicando no obstante que el método indio iba más allá de esa descripción. Las múltiples ventajas prácticas y teóricas del sistema de «notación posicional con cero» dieron el impulso definitivo a todo el desarrollo ulterior de la matemática. Los modernos algoritmos de cálculo fueron posibles gracias a la introducción de los números árabes y la notación decimal posicional.

### Aritmética árabe
La matemática hindú, con el temprano desarrollo de la notación posicional y uso del cero, revistieron gran importancia en el progreso matemático posterior. Esta herencia fue recogida por los árabes, netamente con los trabajos de al-Jwarizmi y las primeras traducciones de textos griegos al árabe, incluyendo los Elementos de Euclides realizada por al-Hajjaj. En la Casa de la sabiduría (Bayt al-Hikma, una institución de investigación y traducción establecida en Bagdad), los científicos y matemáticos tradujeron las obras de Euclides, Diofanto, Menelao, Arquímedes, Ptolomeo, Apolonio entre otros clásicos de la ciencia griega. Uno de los avances más significativos se da con los trabajos de Abu Yafar Mohamed ibn Musa al-Jwarizmi: el álgebra, que representaba un apartamiento revolucionario del concepto geometricista de los griegos, permitiendo un tratamiento distinto de los "objetos" tales como los números racionales, los irracionales o las magnitudes geométricas, y una aplicación sistemática de la aritmética al álgebra. Abu Bekr ibn Muhammad ibn al-Husayn al-Karaji, nacido en 953, es probablemente el primero en liberar completamente al álgebra de las operaciones geométricas y remplazarlas por el tipo de operaciones aritméticas que constituyen el corazón del álgebra actual. Al-Samawal (nacido en 1130) fue el primero en dar al nuevo tópico del álgebra una descripción precisa, cuando escribió que ella se ocupaba ...de operar sobre las incógnitas usando todas las herramientas aritméticas, de la misma forma que el aritmético opera sobre lo conocido. Thabit ibn Qurra (nacido en 836), hizo múltiples contribuciones en los más diversos campos de la matemática, en especial a la teoría de números.
Tres distintos tipos de sistemas aritméticos se empleaban simultáneamente alrededor del siglo X: la aritmética por conteo con los dedos, con los numerales enteramente escritos en palabras, era el método empleado por la comunidad mercantil; el sexagesimal, con los numerales denotados por letras del alfabeto árabe, provenía de la matemática babilónica y los matemáticos del islam lo usaron principalmente para el trabajo astronómico; el tercer sistema fue la aritmética de los numerales indios y las fracciones con valor posicional decimal.

## Alta aritmética
El término aritmética también hace referencia a la teoría de números, la cual desarrolla y profundiza las propiedades de los números (enteros) relacionadas con su primalidad, divisibilidad y las soluciones de ecuaciones en los enteros; en particular, el «teorema fundamental de la aritmética» y las «funciones aritméticas» se desarrollan dentro de este marco y este es el uso reflejado en A Course in Arithmetic de Jean-Pierre Serre, o el que le da Harold Davenport en frases como: "aritmética de primer orden" o "alta aritmética".
- La aritmética modular trata de las congruencias de números enteros; su estudio se inscribe dentro de la teoría de números.
- La aritmética binaria y el álgebra de Boole, muy utilizadas en informática, es el cálculo aritmético efectuado en un sistema de numeración binario, y el álgebra resultante. Documentado por Leibniz, en el siglo XVII, en su artículo Explication de l'Arithmétique Binaire.
- La aritmética ordinal, en teoría de conjuntos, describe el cálculo aritmético con las operaciones —suma, multiplicación y potenciación— aplicadas a los números ordinales.
- La aritmética de Peano es el conjunto de axiomas de construcción de los números naturales.
- Los teoremas de incompletitud de Gödel, enunciados por Gödel en 1930, demuestran que ninguna teoría matemática formal capaz de describir los números naturales y la aritmética con suficiente expresividad es a la vez consistente y completa.

### El Teorema Fundamental de la Aritmética
También conocido como teorema de factorización única, afirma que todo entero positivo se puede representar de forma única como producto de factores primos. Este resultado fue obtenido por Euclides, y presentado originalmente como un corolario al llamado Primer Teorema de Euclides. La demostración formal no se dio hasta la publicación de las Disquisitiones Arithmeticae por Carl Friedrich Gauss en 1801. La generalización y profundización de este resultado y otros similares, son los que impulsan el desarrollo de la teoría de números, la geometría algebraica o la teoría de grupos.

### La axiomatización de la aritmética
La teoría de conjuntos y en particular diversas paradojas relacionadas con los conjuntos infinitos, así como los problemas derivados de la noción de cantidad infinitesimal, entre otros, llevaron a la llamada «crisis de los fundamentos» de la matemática, a principios del siglo XX. En ese contexto, David Hilbert y otros matemáticos colaboradores propusieron el llamado programa de Hilbert como respuesta al problema de los fundamentos. Dicho programa pretendía librar de paradojas el trabajo matemático mediante la formalización y la axiomatización explícita de diversas ramas de la matemática. En el caso de la aritmética, ya Giuseppe Peano había propuesto los llamados «axiomas de Peano» para la aritmética. Estos axiomas, en la forma propuesta por Peano, no podían ser formalizados en un sistema lógico de primer orden, aunque al principio no se pensó que eso constituyera un problema, por lo que por algún tiempo se trabajó en la fundamentación de la aritmética y la teoría de conjuntos usando lenguajes formales de primer orden; sin embargo, el programa de Hilbert sufriría un revés importante cuando Kurt Gödel probó que la formalización de la aritmética mediante un sistema de primer orden en el más puro estilo del programa de Hilbert era problemático.

### El teorema de incompletitud de Gödel
En 1931, Kurt Gödel demostró sus dos famosos teoremas de incompletitud. El primer teorema se refiere a una axiomatización de la aritmética como teoría de primer orden, donde el conjunto de axiomas fuera recursivo (es decir, existiera un algoritmo que permitiera decidir en un número finito de pasos si una proposición dada era o no un axioma, ya que la formalización requiere un número infinito de axiomas, todos ellos instancias de un número finito de esquemas de axioma). Este primer teorema demostraba que aceptando que dicha teoría es consistente entonces necesariamente debe ser incompleta. Es decir, suponiendo que dicha teoría no diera lugar nunca a contradicciones (consistencia) entonces siempre habría una proposición tal que ni ella ni su contrario son demostrables. Asumiendo esta interpretación, lo anterior se puede entender como que «existen afirmaciones ciertas no deducibles dentro de la teoría». Gödel demostró este teorema construyendo explícitamente una fórmula, tal que ni esta ni su negación fueran demostrables. El segundo teorema de Gödel es aún más ambicioso, Gödel probó que un conjunto de fórmulas dentro de un lenguaje formal que formalizara la aritmética podía "gödelizarse", es decir, representarse por un subconjunto de números enteros, tal que a cada proposición del conjunto correspondía un único número y a cada número del conjunto correspondía una proposición o fórmula. Este teorema asevera que la consistencia de la propia aritmética es indemostrable dentro de la aritmética, ya que el conjunto de números de Gödel asociado al conjunto de teoremas demostrables no era representable dentro de la teoría como subconjunto recursivo.

### Aritmética de segundo orden
Los teoremas de incompletitud tuvieron un efecto demoledor sobre el programa de Hilbert, por lo que se buscaron generalizaciones más sofisticadas para formalizar la aritmética. Si bien, puede construirse un lenguaje de primer orden para la aritmética que sea consistente y completo, pero a condición de introducir un número infinito de axiomas adicionales y sin que el conjunto añadido sea recursivo, lo cual carece de interés práctico ya que sería imposible describir explícitamente ese conjunto de axiomas mediante algún procedimiento algorítmico razonable. Por esa razón, se comenzó a trabajar sobre la construcción de sistemas para formalizar la aritmética mediante lenguajes formales de segundo orden. Puede probarse que la llamada aritmética de segundo orden completa, admite un único modelo que en esencia puede identificarse con los números naturales formalizados menos rigurosamente por los axiomas de Peano. Sin embargo, esa trivialidad del conjunto de modelos de la teoría la hace poco interesante en muchos aspectos, es por esta razón por lo que se han buscado modelos de aritmética de segunda orden lógicamente más débiles, con el fin de averiguar qué partes de la matemática son formalizables utilizando un lenguaje formal más restrictivo. En la actualidad, se han construido un cierto número de lenguajes de segundo orden para la aritmética, y el estudio de los mismos es importante en la llamada matemática inversa que busca averiguar cuál es el sistema lógicamente más restrictivo que permite formalizar ciertas áreas de la matemática.

## Escritos relacionados con la aritmética

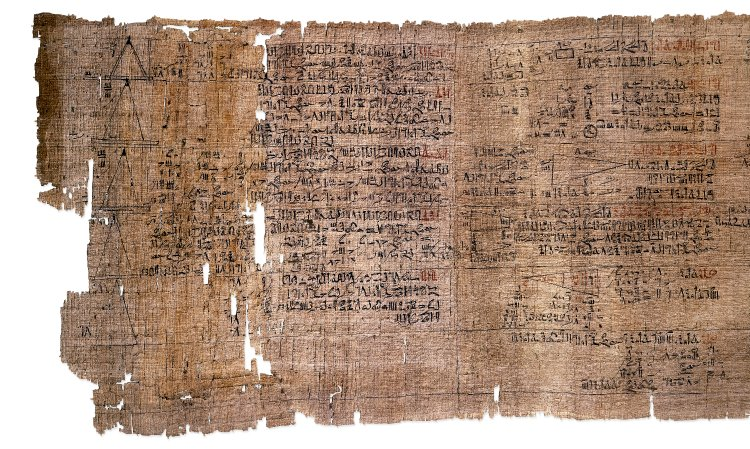
Papiro de Ahmes; datado entre 2000 al 1800 a. C.
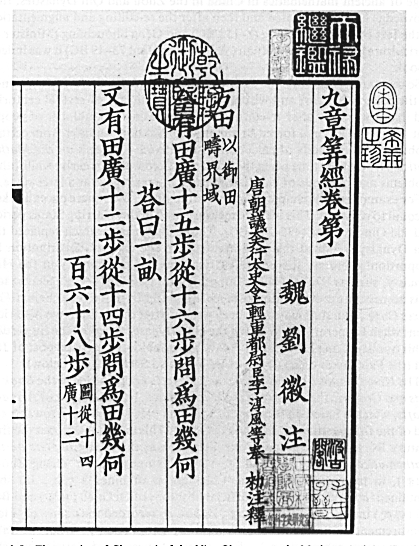
Las nueve lecciones del arte matemático; Dinastía Zhou.
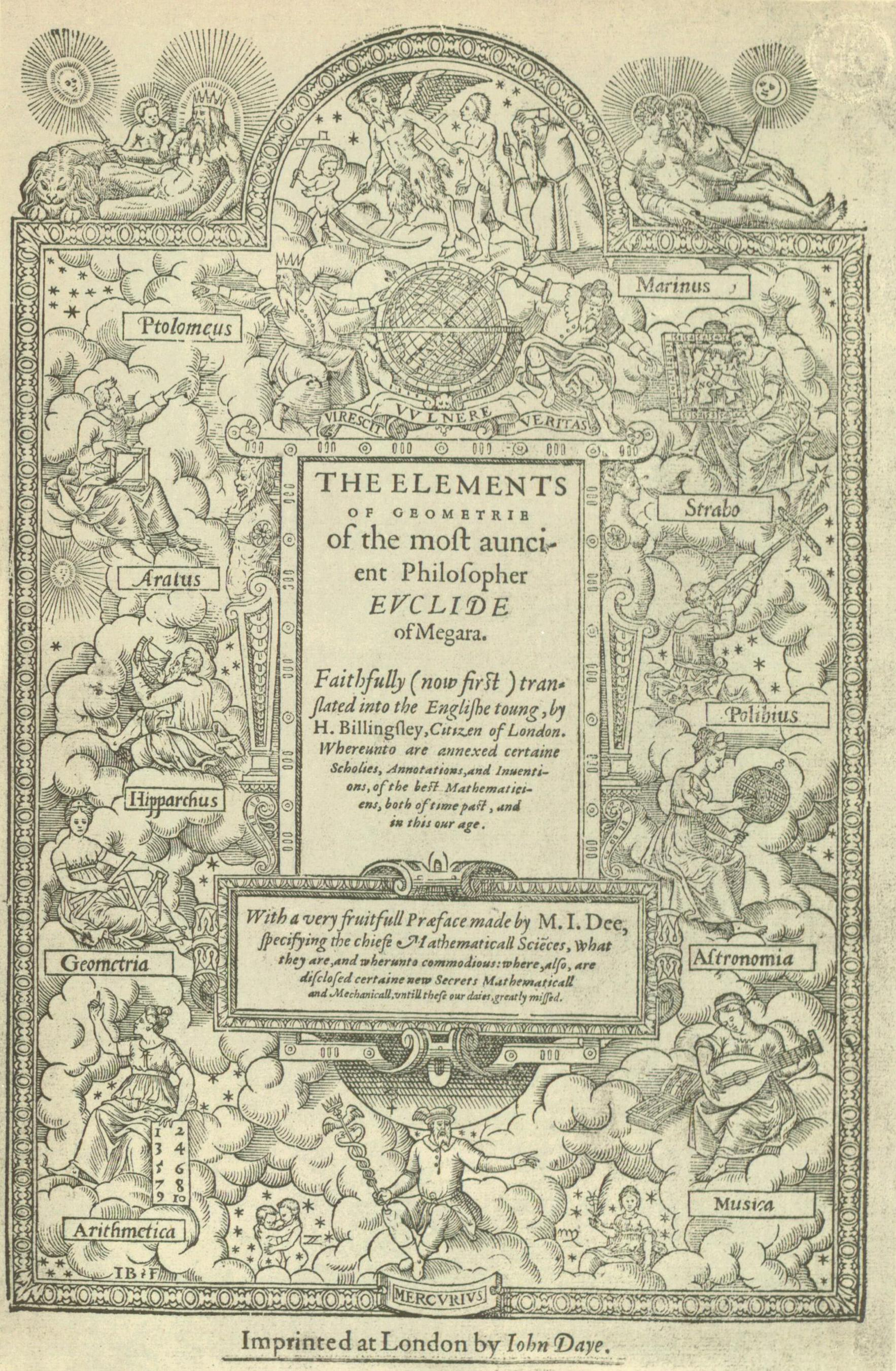
Elementos de Euclides, alrededor de 300 a. C. Edición del año 1570.
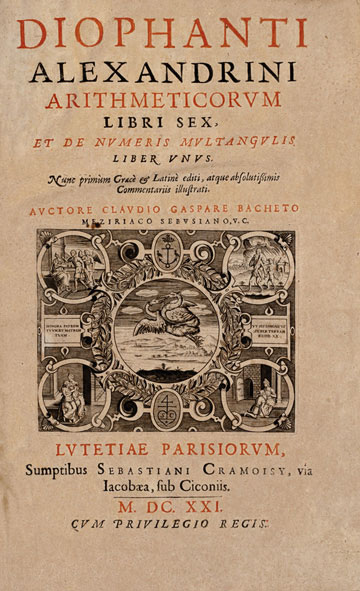
Arithmetica escrito por Diofanto alrededor de 280. Edición de 1621, traducida del griego al latín.
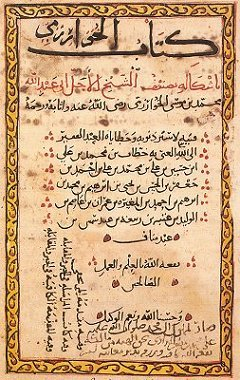
Hisāb al-ŷabr wa'l muqābala, (حساب الجبر و المقابلة); de al-Juarismi, siglo IX.
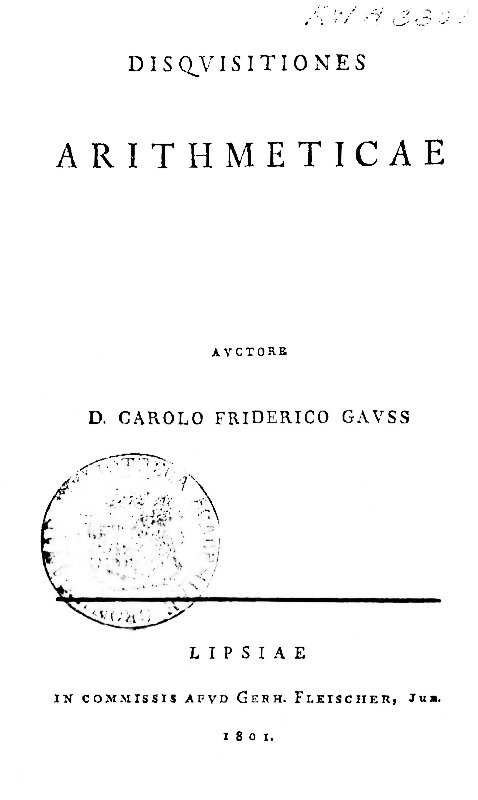
Disquisitiones arithmeticae escrito por Carl Friedrich Gauss en 1798. Primera edición publicada en 1801.